# Palipan
Palipan is een bestuurslaag in het regentschap Merangin van de provincie Jambi, Indonesië. Palipan telt 740 inwoners (volkstelling 2010).